# Ундозеро (озеро)
Ундозеро, также Унд-озеро — пресноводное озеро в западной части Плесецкого района Архангельской области. Второе по величине озеро Плесецкого района, одно из крупнейших озёр Архангельской области.
Высота над уровнем моря — 118 м.
Площадь поверхности озера — около 44,7 км², площадь его водосборного бассейна — 709 км². в озеро впадает река Лопа. Имеет сообщение с озёрами Заднее, Челм-озеро и Лоп-озеро (через реку Енза). Из озера вытекает река Ундоша, принадлежащая к бассейну реки Онега, впадающей в Белое море. На озере более 30 островов.
На берегах озера расположены деревни Гороховская, Погост (ранее — Ундозерский Погост) и Мезень (в южной части озера), а также Скарлахта — в северной его части. К северу от озера находится посёлок Ундозеро.